# Клан О'Кахілл
Клан О'Кахілл (англ. — Clan O'Cahill, ірл. — Clann Ó Cathail, Clann Mac Cathail) — клан О'Кахал, клан Мак Кахал — один із кланів Ірландії. Назва клану походить від особистого імені засновника клану. Ім'я Кахал походить від ірландських слів catu ualos — кату валос — «добресний в бою». Існують чисельні варіанти назви клану: Cahill, O'Cahill, Kahill, Cawhill, Cahille, Cahil, Cahaly, Cahell, Cahel, Caughell, Kahil, Kahel, Caill, Cail.
Гасло клану: In Domino confido — Я вірю в Господа

## Герб вождів клану
На гербі вождів клану О'Кахілл зображений кит серед океану.

## Історія клану О'Кахілл
Клан колись володів землями в нинішніх графствах Керрі та Тіпперері. Досі збереглися дві септи цього клану, що живуть в цих двох графствах. Перша септа (з графства Керрі) веде свій родовід від короля Геремона. Ця септа була відома як Кахал Коннахт. Друга септа веде свій родовід від короля Іра володіла землями біля селища Коркашинн в парафії Темплмор, графство Тіпперері. Ця гілка розгалужується далі, утворюючи гілку Біллікахіл. Обидві гілки своїм походженням пов'язані з кланом О'Коннор — королівським кланом королів Коннахту. Ця гілка О'Коннорів, що утворила клан О'Кахілл називалась колись Конор на Лунге Луахе (ірл. — Conor na Luinge Luaithe) — «Конори Швидкого Вітрильника». Вважається, що клан О'Кахілл як окремий клан виник в Х столітті. Зокрема в літописах згадується Фланн О'Кахал в записах щодо 938 року і правління короля Шола Кунна — нащадка короля Конна Сто Битв. В ХІІІ столітті клан О'Кахілл був витіснений зі своїх земель в графстві Керрі кланом О'Шехнасах. Виникли додаткові септи, що розселились крім графства Керрі ще в нинішніх графствах Корк, Клер, Тіпперері. Відомі ще Мак Кахілли, що живуть в графствах Донегол та Каван.
У XVIII столітті багато людей з клану О'Кахілл змушені були або тікати до Америки від переслідувань англійської влади або були примусово виселені з Ірландії до американських колоній. Так в документах 1735 року зазначається, що до Америки переселилась Елізабет О'Кахілл, а в документах 1737 року зазначається, що примусово був висланий до Америки Томас О'Кахілл. Люди клану О'Кахілл масово емігрували до Америки під час голоду 1848 року в Ірландії. В США відомим був отець Даніель Кахілл (1796—1864) — редактор газети. що виступав за незалежність Ірландії.

## Відомі люди з клану О'Кахілл
- Баррі Кахілл (1921—2012) — канадський актор
- Бернард Дж. С. Кахілл (1866—1944) — американський архітектор
- Бернард Дж. Кахілл (нар. 1963) — американський католицький єпископ
- Едді Кахілл (нар. 1978) — американський актор
- Едвард Кахілл (1868—1941) — ірландський академік та релігійний діяч
- Едвард Кахілл (1843—1922) — американський юрист
- Еммет Кахілл (нар. 1990) — ірландський співак
- Ерін Кахілл (нар. 1980) — американська акторка
- Френк С. Кахілл (1876—1934) — канадський політик
- Джекі Кахілл (нар. 1957) — ірландський політик
- Джеймс Кахілл (1926—2014) — американський історик мистецтва
- Джо Кахілл (1920—2004) — один із лідерів ІРА
- Джозеф Кахілл (1891—1959) — австралійський політик
- Кевін А. Кахілл (нар. 1955) — американський політик
- Кевін Кахілл (нар. 1944) — ірландський письменник та журналіст
- Лілі Кахілл (1888—1955) — американська акторка
- Майріа Кахілл (нар. 1981) — ірландський політик
- Мері Кахілл (1866—1933) — американська акторка
- Мартін Кахілл (1944—1994) — ірландський злочинець
- Мері Бет Кахілл (нар. 1954) — американська політична діячка
- Патріція Кахілл (нар. 1945) — ірландська співачка
- Роберт Елліс Кахілл (1934—2005) — американський письменник
- Рован Кахілл (нар. 1945) — австралійський історик та журналіст
- Томас Кахілл (нар. 1940) — американський письменник
- Тімоті П. Кахілл (нар. 1959) — американський політик
- Вільям Т. Кахілл (1912—1996) — американський політик